# Tipula (Yamatotipula) floridensis
Tipula (Yamatotipula) floridensis is een tweevleugelige uit de familie langpootmuggen (Tipulidae). De soort komt voor in het Nearctisch gebied.